# 석봉운수
석봉운수(石峰運輸)는 광주광역시의 마을버스 운송 업체이다. 본사는 광주광역시 광산구 평동산단3번로 43 (용동)에 있다. 이 외에도 평동공단 셔틀버스 노선도 운행하고 있다.

## 주요 연혁
- 2005년 12월 1일: 회사 설립, 사명을 광주버스에서 서민교통으로 변경하였다.
- 2016년 2월 25일: 서민교통에서 현재의 사명으로 변경하였다.

## 운행 노선
- ● 700번: 평동우체국 ~ 건국동파출소
- ● 701번: 석봉운수차고지 ~ 수완중
- ● 평동공단1번: 평동역 ~ 태호
- ● 평동공단2번: 평동역 ~ 금형산업진흥회
- ● 평동공단3번: 평동역 ~ 월전공원

## 보유 차량
자일대우 BS090 뉴 로얄미디만 보유하고 있다.